# Estación de Covelinhas
La Estación Ferroviaria de Covelinhas, igualmente conocida como Apeadero de Covelinhas, es una plataforma de la Línea del Duero, que sirve a parroquias de Covelinhas, en el Ayuntamiento de Peso da Régua, en Portugal.

## Características

### Localización y accesos
Se encuentra junto a la localidad de Covelinhas.

### Descripción física
En enero de 2011, tenía 2 vías de circulación, ambas con 273 metros de longitud; las dos plataformas presentaban 135 y 80 metros de longitud, y 35 y 40 centímetros de altura. En octubre de 2004, esta plataforma ostentaba la clasificación E de la Red Ferroviaria Nacional.

### Servicios
En mayo de 2011, esta estación era servida por convoyes Interregionales de la operadora Comboios de Portugal.